# Suspect dangereux
Pour plus de détails, voir Fiche technique et Distribution.
Suspect dangereux (Suspect) est un film américain réalisé par Peter Yates et sorti en 1987.

## Synopsis
Un magistrat se suicide après avoir remis une mystérieuse enveloppe à une assistante. Elle est retrouvée morte le lendemain et l'enveloppe a disparu. Carl Anderson, un SDF muet et instable depuis son retour du Vietnam, est arrêté en possession du portefeuille de la défunte puis accusé de l'avoir tuée pour son argent. L'avocate Kathleen Riley est désignée d'office pour sa défense mais les antécédents de Carl ne plaident pas en sa faveur.
Seul l'un des jurés, Eddie Sanger, ne croit pas à la culpabilité d'Anderson et décide d'aider l'avocate à prouver son innocence. Sauf que, selon les lois américaines, l'avocate et le juré n'ont pas le droit d'avoir le moindre contact entre eux, que ce soit pour se rencontrer ou discuter de l'affaire. Dès lors, Sanger commence à jouer les détectives amateurs  et essaie d'aider Maître Riley dans son enquête sans que personne le remarque.

## Fiche technique
- Titre original : Suspect
- Titre français : Suspect dangereux
- Réalisation : Peter Yates
- Scénario : Eric Roth
- Photographie : Billy Williams
- Montage : Ray Lovejoy
- Musique : Michael Kamen
- Production : Daniel A. Sherkow
- Société de production TriStar Pictures
- Société de distribution : TriStar Pictures
- Pays : États-Unis
- Langue : anglais
- Format : Couleur - 35 mm - 1,85:1 - son Dolby stéréo
- Genre :  Thriller
- Durée : 117 minutes
- Dates de sortie :
  - États-Unis : 23 octobre 1987
  - France : 24 février 1988

## Distribution
- Cher (VF : Béatrice Agenin) : Kathleen Riley
- Dennis Quaid (VF : Jacques Frantz) : Eddie Sanger
- Liam Neeson : Carl Wayne Anderson
- John Mahoney (VF : Wiliam Sabatier) : le juge Matthew Bishop Helms
- Joe Mantegna (VF : Roger Crouzet) : Charlie Stella
- Philip Bosco (VF : Jean Michaud) : Paul Gray
- Bernie McInerney (VF : Gabriel Cattand) : Walter
- Katherine Kerr (VF : Régine Blaess) : Grace Comisky
- Fred Melamed (VF : Roger Lumont) : Morty Rosenthal
- Thomas Barbour (VF : André Valmy) : Charles F. Lowell
- Aaron Schwartz : le médecin légiste
- Lloyd White : l'inspecteur
- Katie O'Hare : Elizabeth Quinn
- Bill Cobbs : le juge Franklin
- Michael Beach : le surveillant du parking
- Richard Gant : le détective Everett Bennett
- Lisbeth Bartlett (VF : Dorothée Jemma) : Marilyn
- Paul D'Amato (VF : Roger Lumont) : Michael John Gotridge
- Sam Gray : le juge Louis Weiss
- Prudence Barry : la sans-abri près de la rivière
- Billy Williams (VF : Jean Berger) : Dr. Alan Alpert